# Evian
«Evian» («Эвиа́н») — французский бренд минеральной воды, разливаемой из нескольких источников в окрестностях города Эвиан-ле-Бен, на южном берегу Женевского озера. С 1970 года бренд принадлежит компании Danone.
Мировую популярность минеральная вода Evian получила после выхода бренда на американский рынок в 1978 году, где подавалась в дорогих ресторанах, гостиницах Нью-Йорка и по всему Голливуду. Таким образом, постепенно в массовой культуре Evian закрепилась как высококачественная и дорогая минеральная вода в стеклянных бутылках, пользующаяся популярностью у звезд Голливуда.

## История
Французский дворянин граф Жан Шарль де Лэзе (фр. Jean Charles de Laizer), живший в этих местах в 1790—1792 гг. (скрываясь от Французской революции) и страдавший заболеваниями печени и почек, заметил, что после регулярного употребления воды из одного из минеральных источников его здоровье пошло на поправку. Местные доктора начали рекомендовать воду из источника как панацею от некоторых заболеваний. В ответ на растущую популярность воды господин Каша́, на чьей земле находился источник Санта-Катарин, открыл бизнес по продаже воды.
В 1824 году источник был переименован в источник Каша́. В 1829 году была образована компания (фр. Société des Eaux Minérales), в 1859 году компания была преобразована в акционерное общество (фр. Société anonyme des eaux minérales de Cachat).
В 1860 году после подписания Туринского договора Савойя отошла от Сардинского королевства Франции и бизнес стал французским. В 1887 году Министерство здравоохранения Франции признало воду полезной и одобрило её массовый розлив.
В 1969 году вода Evian впервые начала разливаться в пластиковую бутылку, до этого выпускаясь исключительно в стеклянной. С 1978 года после выхода бренда Evian на рынок США, вода обрела мировую популярность.